# Lysipatha
Lysipatha är ett släkte av fjärilar. Lysipatha ingår i familjen stävmalar.
Kladogram enligt Catalogue of Life:
| Lysipatha | \| \| Lysipatha cyanoschista \| \| \| \| \| \| Lysipatha diaxantha \| \| \| \| \| \| Lysipatha flavopicta \| \| \| \| |
|           | \| \| Lysipatha cyanoschista \| \| \| \| \| \| Lysipatha diaxantha \| \| \| \| \| \| Lysipatha flavopicta \| \| \| \| |
|           | Lysipatha cyanoschista                                                                                                |
|           | |
|           | Lysipatha diaxantha                                                                                                   |
|           | |
|           | Lysipatha flavopicta                                                                                                  |
|           | |